# Sebastiano Colla
Sebastiano Colla (Velletri, 22 luglio 1972) è un attore italiano.

## Biografia
Nato da padre colonnello nell'aeronautica militare e da madre insegnante di recitazione, Sebastiano Colla diventa attore teatrale giovanissimo. Si trasferisce a Roma all'età 20 anni per potersi confrontare con una realtà più variegata e stimolante dal punto di vista artistico e ciò gli permette di entrare in contatto anche con gli ambienti cinematografici.
Nel 2004 recita nella miniserie televisiva Rita da Cascia dove ha interpretato la parte di Ludovico Cicchi. Nel 2005 ha lavorato con Salvatore Vitiello per la realizzazione del [mfilm Dov'è Sisifo?!. Nel 2008 partecipa al film Riprendimi di Anna Negri dove ha interpretato la parte di Stefano. Il film è stato distribuito da Medusa nelle sale italiane l'11 aprile 2008.

### Vita privata
Sebastiano Colla ha un figlio di 10 anni Lorenzo.

## Filmografia

### Televisione
- Ricominciare, soap opera, Rai 1 2000-2001, ruolo: Nick Ruggeri
- Rita da Cascia, Canale 5 2004, ruolo: Ludovico Cicchi
- Riprendimi, 2008, ruolo: Stefano
- Un posto al sole, soap opera, Rai 3 2015, ruolo: Stefano De Francesco
- Baby, serie televisiva, Netflix, 2018 - 2020, ruolo: Manuel